# Gian Piero Gasperini
Gian Piero Gasperini (Grugliasco; 26 de enero de 1958) es un exjugador y entrenador de fútbol italiano. Actualmente dirige a la AS Roma de la Serie A. Es apodado Gasperson desde que el presidente del Genoa dijo que Gasperini sería su Ferguson.

## Jugador
Gasperini entró en las categorías inferiores de la Juventus a los 9 años de edad. En su estancia en ellas ganó un campeonato infantil y estuvo en la plantilla que participó en el Campeonato Primavera, un torneo italiano para los equipos juveniles de los clubs de las Serie A y B. Tras participar en unos cuantos partidos de la Copa Italia con el primer equipo, fue cedido a la Reggiana y posteriormente vendido al Palermo, que por aquel entonces militaba en la Serie B. Jugó cinco temporadas en aquel club, llegando a disputar una final de la Copa Italia contra la Juventus, que terminó con victoria para los turineses. Posteriormente pasó por el Cavese y el Pistoiese antes de llegar al Pescara, donde tuvo su primera oportunidad de jugar en la Serie A, tras conseguir el ascenso en 1987. Debutó en la máxima categoría ganando por 2-1 al Pisa y anotando un gol. Posteriormente pasó por el Salernitana y el Vis Pesaro, donde colgó las botas a los 35 años de edad.

## Entrenador

### Juventus (categorías inferiores)
Gasperini volvió a sus orígenes para entrenar durante 9 años en las categorías inferiores de la Juventus, empezando con los Giovanissimi, seguido por los Allievi hasta llegar en 1998 a dirigir a la plantilla participante en el Campeonato Primavera.

### Crotone
En 2003 fichó por el FC Crotone, un club de la Serie C1. Subió al equipo a la Serie B tras ganar los "play-off" de ascenso y, tras 3 temporadas, dejó el club consolidado en la segunda categoría del fútbol italiano.

### Genoa
En 2006, tomó las riendas del Genoa, al que ascendió a la Serie A en su primera temporada y mantuvo cómodamente en la élite al año siguiente. En 2009, el equipo rossoblu acabó 5.º en la Serie A, el mejor puesto del club en 19 años, ganándose un puesto en la UEFA Europa League. Acostumbraba a jugar con un 3-4-3 con jugadores como Diego Milito o Thiago Motta y practicando un juego que suscitó alabanzas provenientes de todo el país, llegando a decir José Mourinho en su etapa en el Inter que Gasperini fue el entrenador que le puso en mayores dificultades. En la temporada 2010/11, y tras un pobre inicio con sólo 11 puntos en 10 partidos, a pesar de los fichajes de renombre realizados por el club (Luca Toni, Rafinha, Miguel Veloso y Kakha Kaladze), el entrenador italiano dimitió el día 8 de noviembre de 2010.

### Inter
El 24 de junio de 2011, Massimo Moratti anunció a Gasperini como nuevo técnico del Inter de Milán, relevando a Leonardo. Sin embargo, fue destituido el 21 de septiembre de 2011, tras perder 4 de sus 5 partidos en el banquillo nerazzurro (uno de Supercopa, otro de Liga de Campeones y tres de la Serie A).

### Palermo
En septiembre de 2012, Gasperini se hizo cargo del Unione Sportiva Città di Palermo, que era penúltimo clasificado de la Serie A. No pudo remontar el vuelo del equipo siciliano y fue despedido cuatro meses después, dejándolo en último lugar. No obstante, tras 20 días, el Palermo destituyó al técnico Alberto Malesani y el presidente Zamparini decidió llamar nuevamente a Gasperini para ocupar el cargo de entrenador, aunque el de Grugliasco sólo estuvo otras dos semanas al frente del equipo antes de rescindir su contrato con el club.

### Genoa
El 29 de septiembre de 2013, Gasperini volvió al Genoa, firmando un contrato hasta 2016. El equipo italiano era el 15.º clasificado a su llegada y lo llevó a la permanencia a falta de 3 jornadas para el final de la Serie A.
En la temporada 2014-15, el Genoa dio un salto de calidad y pasó a luchar por la clasificación para competiciones europeas, llegando a ocupar el 3.er puesto en la jornada 14. El conjunto genovés terminó como 6.º clasificado en la Serie A, posición que le hubiera dado acceso a la Liga Europa, pero la UEFA le denegó la licencia al club.
En cambio, en la Serie A 2015-16, el Genoa no pudo mantener ese alto nivel y volvió a pelear por eludir el descenso, terminando la primera parte del torneo como 17.º clasificado. Sin embargo, en la recta final de la temporada consiguieron 5 victorias consecutivas en casa que sellaron la permanencia de forma matemática con 4 jornadas de antelación. El 11 de junio de 2016, Gasperini confirmó que no continuaría en el banquillo del Luigi Ferraris.

### Atalanta
El 14 de junio de 2016, el Atalanta anunció la contratación de Gasperini. A pesar de comenzar perdiendo 4 de los 5 primeros partidos de la Serie A 2016-17, luego el equipo bergamasco enlazó 9 partidos consecutivos sin perder que lo catapultaron a las primeras posiciones de la clasificación, terminando la primera vuelta como 6.º clasificado. El 11 de mayo de 2017, renovó su contrato con el club nerazzurro por tres años más, antes de concluir la Serie A en la 4.ª posición de la tabla (clasificatoria para la Liga Europa). El equipo italiano volvería a jugar una competición europea 26 años después.
En la Serie A 2017-18, el Atalanta volvió a ir de menos a más para terminar la primera vuelta del campeonato en 9.ª posición; mientras que en la Liga Europa, cayeron en dieciseisavos de final contra el Borussia Dortmund. Aunque finalmente los pupilos de Gasperini no pudieron igualar su brillante rendimiento del año anterior, el 7.º puesto final en la Serie A les permitió volver a participar en la Liga Europa, aunque para ello debieron superar la ronda previa.
El 20 de septiembre de 2018, Gasperini firmó su renovación con el club por un año adicional. En la temporada 2018-19, el Atalanta de Gasperini llegó a la final de la Copa de Italia tras eliminar a la Juventus, defensora del título, aunque perdió dicha final contra la Lazio. Además, el 26 de mayo de 2019, en la última jornada de la Serie A, logró llevar al equipo a un histórico tercer lugar de la clasificación, quedando por encima de equipos como Inter de Milán y AC Milan, lo que supuso una también histórica primera clasificación a la Champions League. Tres días después de finalizar esta exitosa temporada, Gasperini prolongó su contrato con la entidad hasta el año 2022.
En su debut en la máxima competición europea, a pesar de perder sus 3 primeros partidos de la fase de grupos, el Atalanta obtuvo la clasificación para octavos de final. En la Serie A, también mantuvo un gran nivel y terminó la primera vuelta como 4.º clasificado. El equipo italiano terminó la temporada logrando un nuevo récord particular de goles y puntos en la Serie A, haciéndose con la 3.ª posición del campeonato, y siendo eliminado en cuartos de final de la Liga de Campeones contra el Paris Saint-Germain (2-1).
Al año siguiente, el Atalanta repitió la 3ª posición en la Serie A y cayó en octavos de final de la Liga de Campeones contra el Real Madrid.
La temporada 2023-2024 del Atalanta de Gasperini fue notablemente exitosa, consolidándose como uno de los equipos más destacados de Italia y Europa. En la Serie A, Atalanta terminó en 4º lugar, asegurando su clasificación para las competiciones europeas de la siguiente temporada. En la Coppa Italia, el equipo fue subcampeón, tras perder en la final contra la Juventus de Turín. En la UEFA Europa League, Atalanta se coronó campeón por primera vez en su historia, venciendo al Bayer Leverkusen en la final (3-0); por lo que jugó la Supercopa de Europa, que perdió contra el Real Madrid (2-0). Estos resultados le sirvieron a Gasperini para recibir, el 11 de febrero de 2025, el Premio Enzo Bearzot, que premia al entrenador del año en Italia.
El 31 de mayo de 2025, Gasperini anunció su marcha del club después de 9 años.

### A. S. Roma
El 6 de junio de 2025, fue nombrado entrenador de la AS Roma hasta junio de 2028.

## Clubes y estadísticas

### Como jugador
| Club              | País   | Año       | Partidos | Goles |
| ----------------- | ------ | --------- | -------- | ----- |
| Juventus de Turín | Italia | 1976-1977 | 0        | 0     |
| AC Reggiana       | Italia | 1977-1978 | 16       | 0     |
| USC Palermo       | Italia | 1978-1983 | 128      | 0     |
| SS Cavese         | Italia | 1983-1984 | 34       | 0     |
| US Pistoiese      | Italia | 1984-1985 | 34       | 0     |
| Pescara           | Italia | 1985-1990 | 160      | 1     |
| US Salernitana    | Italia | 1990-1991 | 35       | 1     |
| Vis Pesaro        | Italia | 1991-1993 | 61       | 0     |

### Como entrenador
| Equipo                  | Div.                | Temporada           | Liga | Liga | Liga | Liga | Liga |    | Copa | Copa | Copa | Copa |    | Internacional | Internacional | Internacional | Internacional | Internacional |   | Otros | Otros | Otros | Otros |     | Totales     | Totales | Totales | Totales | Totales | Totales | Totales | Totales | Totales |
| Equipo                  | Div.                | Temporada           | PD   | G    | E    | P    | Pos. | PD | G    | E    | P    | PD   | G  | E             | P             | Pos.          | PD            | G             | E | P     | PD    | G     | E     | P   | Rendimiento | GF      | GC      | Dif.    |         |         |         |         |         |
| ----------------------- | ------------------- | ------------------- | ---- | ---- | ---- | ---- | ---- | -- | ---- | ---- | ---- | ---- | -- | ------------- | ------------- | ------------- | ------------- | ------------- | - | ----- | ----- | ----- | ----- | --- | ----------- | ------- | ------- | ------- | ------- | ------- | ------- | ------- | ------- |
| Crotone · Italia        | 3.ª                 | 2003-04             | 34   | 19   | 8    | 7    | 2.º  | 12 | 7    | 2    | 3    | -    | -  | -             | -             | -             | 4             | 2             | 1 | 1     | 50    | 28    | 11    | 11  | 63.33%      | 92      | 52      | +38     |         |         |         |         |         |
| Crotone · Italia        | 2.ª                 | 2004-05             | 25   | 8    | 9    | 8    | 16.º | 3  | 1    | 1    | 1    | -    | -  | -             | -             | -             | -             | -             | - | -     | 28    | 9     | 10    | 9   | 44.04%      | 33      | 26      | +7      |         |         |         |         |         |
| Crotone · Italia        | 2.ª                 | 2005-06             | 42   | 18   | 9    | 15   | 9.º  | 2  | 1    | 0    | 1    | -    | -  | -             | -             | -             | -             | -             | - | -     | 44    | 19    | 9     | 16  | 50%         | 60      | 51      | +9      |         |         |         |         |         |
| Crotone · Italia        | Total               | Total               | 101  | 45   | 26   | 30   | -    | 17 | 9    | 3    | 5    | -    | -  | -             | -             | -             | 4             | 2             | 1 | 1     | 122   | 56    | 30    | 36  | 54.1%       | 185     | 131     | +54     |         |         |         |         |         |
| Genoa · Italia          | 2.ª                 | 2006-07             | 42   | 23   | 9    | 10   | 3.º  | 5  | 3    | 0    | 2    | -    | -  | -             | -             | -             | -             | -             | - | -     | 47    | 26    | 9     | 12  | 61.7%       | 75      | 49      | +26     |         |         |         |         |         |
| Genoa · Italia          | 1.ª                 | 2007-08             | 38   | 13   | 9    | 16   | 10.º | 2  | 1    | 0    | 1    | -    | -  | -             | -             | -             | -             | -             | - | -     | 40    | 14    | 9     | 17  | 42.5%       | 48      | 56      | -8      |         |         |         |         |         |
| Genoa · Italia          | 1.ª                 | 2008-09             | 38   | 19   | 11   | 8    | 5.º  | 3  | 2    | 0    | 1    | -    | -  | -             | -             | -             | -             | -             | - | -     | 41    | 21    | 11    | 9   | 60.16%      | 62      | 44      | +22     |         |         |         |         |         |
| Genoa · Italia          | 1.ª                 | 2009-10             | 38   | 14   | 9    | 15   | 9.º  | 1  | 0    | 0    | 1    | 8    | 3  | 2             | 3             | FG            | -             | -             | - | -     | 47    | 17    | 11    | 19  | 43.97%      | 70      | 75      | -5      |         |         |         |         |         |
| Genoa · Italia          | 1.ª                 | 2010-11             | 10   | 3    | 2    | 5    | Inc. | 1  | 1    | 0    | 0    | -    | -  | -             | -             | -             | -             | -             | - | -     | 11    | 4     | 2     | 5   | 42.42%      | 10      | 12      | -2      |         |         |         |         |         |
| Inter de Milán · Italia | 1.ª                 | 2011-12             | 3    | 0    | 1    | 2    | Inc. | -  | -    | -    | -    | 1    | 0  | 0             | 1             | Inc.          | 1             | 0             | 0 | 1     | 5     | 0     | 1     | 4   | 6.67%       | 5       | 10      | -5      |         |         |         |         |         |
| Inter de Milán · Italia | Total               | Total               | 3    | 0    | 1    | 2    | -    | -  | -    | -    | -    | 1    | 0  | 0             | 1             | -             | 1             | 0             | 0 | 1     | 5     | 0     | 1     | 4   | 6.67%       | 5       | 10      | -5      |         |         |         |         |         |
| Palermo · Italia        | 1.ª                 | 2012-13             | 22   | 3    | 8    | 11   | Inc. | 1  | 0    | 0    | 1    | -    | -  | -             | -             | -             | -             | -             | - | -     | 23    | 3     | 8     | 12  | 24.63%      | 21      | 34      | -13     |         |         |         |         |         |
| Palermo · Italia        | Total               | Total               | 22   | 3    | 8    | 11   | -    | 1  | 0    | 0    | 1    | -    | -  | -             | -             | -             | -             | -             | - | -     | 23    | 3     | 8     | 12  | 24.63%      | 21      | 34      | -13     |         |         |         |         |         |
| Genoa · Italia          | 1.ª                 | 2013-14             | 32   | 10   | 10   | 12   | 14.º | -  | -    | -    | -    | -    | -  | -             | -             | -             | -             | -             | - | -     | 32    | 10    | 10    | 12  | 41.67%      | 36      | 40      | -4      |         |         |         |         |         |
| Genoa · Italia          | 1.ª                 | 2014-15             | 38   | 16   | 11   | 11   | 6.º  | 2  | 1    | 0    | 1    | -    | -  | -             | -             | -             | -             | -             | - | -     | 40    | 17    | 11    | 12  | 51.67%      | 63      | 49      | +14     |         |         |         |         |         |
| Genoa · Italia          | 1.ª                 | 2015-16             | 38   | 13   | 7    | 18   | 11.º | 1  | 0    | 0    | 1    | -    | -  | -             | -             | -             | -             | -             | - | -     | 39    | 13    | 7     | 19  | 39.31%      | 46      | 50      | -4      |         |         |         |         |         |
| Genoa · Italia          | Total               | Total               | 274  | 111  | 68   | 95   | -    | 15 | 8    | 0    | 7    | 8    | 3  | 2             | 3             | -             | -             | -             | - | -     | 297   | 122   | 70    | 105 | 48.94%      | 410     | 375     | +35     |         |         |         |         |         |
| Atalanta · Italia       | 1.ª                 | 2016-17             | 38   | 21   | 9    | 8    | 4.º  | 3  | 2    | 0    | 1    | -    | -  | -             | -             | -             | -             | -             | - | -     | 41    | 23    | 9     | 9   | 63.42%      | 70      | 44      | +26     |         |         |         |         |         |
| Atalanta · Italia       | 1.ª                 | 2017-18             | 38   | 16   | 12   | 10   | 7.º  | 4  | 2    | 0    | 2    | 8    | 4  | 3             | 1             | 1/16          | -             | -             | - | -     | 50    | 22    | 15    | 13  | 54%         | 78      | 51      | +27     |         |         |         |         |         |
| Atalanta · Italia       | 1.ª                 | 2018-19             | 38   | 20   | 9    | 9    | 3.º  | 5  | 3    | 1    | 1    | 6    | 3  | 3             | 0             | 4ªR           | -             | -             | - | -     | 49    | 26    | 13    | 10  | 61.9%       | 103     | 55      | +48     |         |         |         |         |         |
| Atalanta · Italia       | 1.ª                 | 2019-20             | 38   | 23   | 9    | 6    | 3.º  | 1  | 0    | 0    | 1    | 9    | 4  | 1             | 4             | 1/4           | -             | -             | - | -     | 48    | 27    | 10    | 11  | 63.19%      | 116     | 68      | +48     |         |         |         |         |         |
| Atalanta · Italia       | 1.ª                 | 2020-21             | 38   | 23   | 9    | 6    | 3.º  | 5  | 3    | 1    | 1    | 8    | 3  | 2             | 3             | 1/8           | -             | -             | - | -     | 51    | 29    | 12    | 10  | 64.7%       | 111     | 65      | +46     |         |         |         |         |         |
| Atalanta · Italia       | 1.ª                 | 2021-22             | 38   | 16   | 11   | 11   | 8.º  | 2  | 1    | 0    | 1    | 12   | 5  | 4             | 3             | 1/4           | -             | -             | - | -     | 52    | 22    | 15    | 15  | 51.93%      | 91      | 70      | +21     |         |         |         |         |         |
| Atalanta · Italia       | 1.ª                 | 2022-23             | 38   | 19   | 7    | 12   | 5.º  | 2  | 1    | 0    | 1    | -    | -  | -             | -             | -             | -             | -             | - | -     | 40    | 20    | 7     | 13  | 55.83%      | 71      | 51      | +20     |         |         |         |         |         |
| Atalanta · Italia       | 1.ª                 | 2023-24             | 38   | 21   | 6    | 11   | 4.º  | 5  | 3    | 0    | 2    | 13   | 8  | 4             | 1             | 1.º           | -             | -             | - | -     | 56    | 32    | 10    | 14  | 63.09%      | 106     | 55      | +51     |         |         |         |         |         |
| Atalanta · Italia       | 1.ª                 | 2024-25             | 38   | 22   | 8    | 8    | 3.º  | 2  | 1    | 0    | 1    | 10   | 4  | 3             | 3             | 1/16          | 2             | 0             | 0 | 2     | 52    | 27    | 11    | 14  | 58.97%      | 106     | 54      | +52     |         |         |         |         |         |
| Atalanta · Italia       | Total               | Total               | 342  | 181  | 80   | 81   | -    | 29 | 16   | 2    | 11   | 65   | 31 | 20            | 15            | -             | 2             | 0             | 0 | 2     | 439   | 228   | 102   | 109 | 59.68%      | 852     | 512     | +340    |         |         |         |         |         |
| AS Roma · Italia        | 1.ª                 | 2025-26             | 0    | 0    | 0    | 0    | -    | 0  | 0    | 0    | 0    | 0    | 0  | 0             | 0             | -             | -             | -             | - | -     | 0     | 0     | 0     | 0   | 0%          | 0       | 0       | +0      |         |         |         |         |         |
| AS Roma · Italia        | Total               | Total               | 0    | 0    | 0    | 0    | -    | 0  | 0    | 0    | 0    | 0    | 0  | 0             | 0             | -             | -             | -             | - | -     | 0     | 0     | 0     | 0   | 0%          | 0       | 0       | +0      |         |         |         |         |         |
| Total en su carrera     | Total en su carrera | Total en su carrera | 742  | 340  | 183  | 219  | -    | 62 | 33   | 5    | 24   | 75   | 34 | 22            | 19            | -             | 7             | 2             | 1 | 4     | 886   | 409   | 211   | 266 | 54.1%       | 1473    | 1062    | +411    |         |         |         |         |         |
| 1. 2. 3.                |                     |                     |      |      |      |      |      |    |      |      |      |      |    |               |               |               |               |               |   |       |       |       |       |     |             |         |         |         |         |         |         |         |         |

#### Resumen por competiciones
| Competición                  | Partidos | Ganados | Empatados | Perdidos | %      | Resultado        |
| ---------------------------- | -------- | ------- | --------- | -------- | ------ | ---------------- |
| Serie C                      | 38       | 21      | 9         | 8        | 63.15% | Subcampeón       |
| Serie B                      | 109      | 49      | 27        | 33       | 53.21% | 3.er lugar       |
| Serie A                      | 599      | 272     | 148       | 179      | 53.65% | 3.er lugar       |
| Copa Italia Serie C          | 12       | 7       | 2         | 3        | 63.89% | Semifinales      |
| Copa Italia                  | 50       | 26      | 3         | 21       | 54%    | Subcampeón       |
| Supercopa de Italia          | 2        | 0       | 0         | 2        | 0%     | Subcampeón       |
| Liga de Campeones de la UEFA | 34       | 12      | 9         | 13       | 44.11% | Cuartos de final |
| Liga Europea de la UEFA      | 41       | 22      | 13        | 6        | 64.23% | Campeón          |
| Supercopa de Europa          | 1        | 0       | 0         | 1        | 0%     | Subcampeón       |
| TOTAL                        | 886      | 409     | 211       | 266      | 54.1%  | 1 Título         |

## Palmarés

### Campeonatos internacionales
| Título                 | Equipo         | Sede   | Año  |
| ---------------------- | -------------- | ------ | ---- |
| Liga Europa de la UEFA | Atalanta B. C. | Dublín | 2024 |

### Distinciones individuales
| Distinción          | Año     |
| ------------------- | ------- |
| Panchina d'Oro      | 2018-19 |
| Premio Enzo Bearzot | 2024    |